# Ormosia fordiana
Ormosia fordiana är en ärtväxtart som beskrevs av Daniel Oliver. Ormosia fordiana ingår i släktet Ormosia och familjen ärtväxter. Inga underarter finns listade i Catalogue of Life.